# Nickendes Leimkraut
Das Nickende Leimkraut (Silene nutans), auch Gemeines Nickendes Leimkraut genannt, ist eine Pflanzenart aus der Gattung Leimkräuter (Silene) innerhalb der Familie der Nelkengewächse (Caryophyllaceae). Die nach schräg unten geneigten („nickenden“) Blüten entfalten sich und ihren Duft erst abends, um Nachtfalter anzulocken.

## Beschreibung

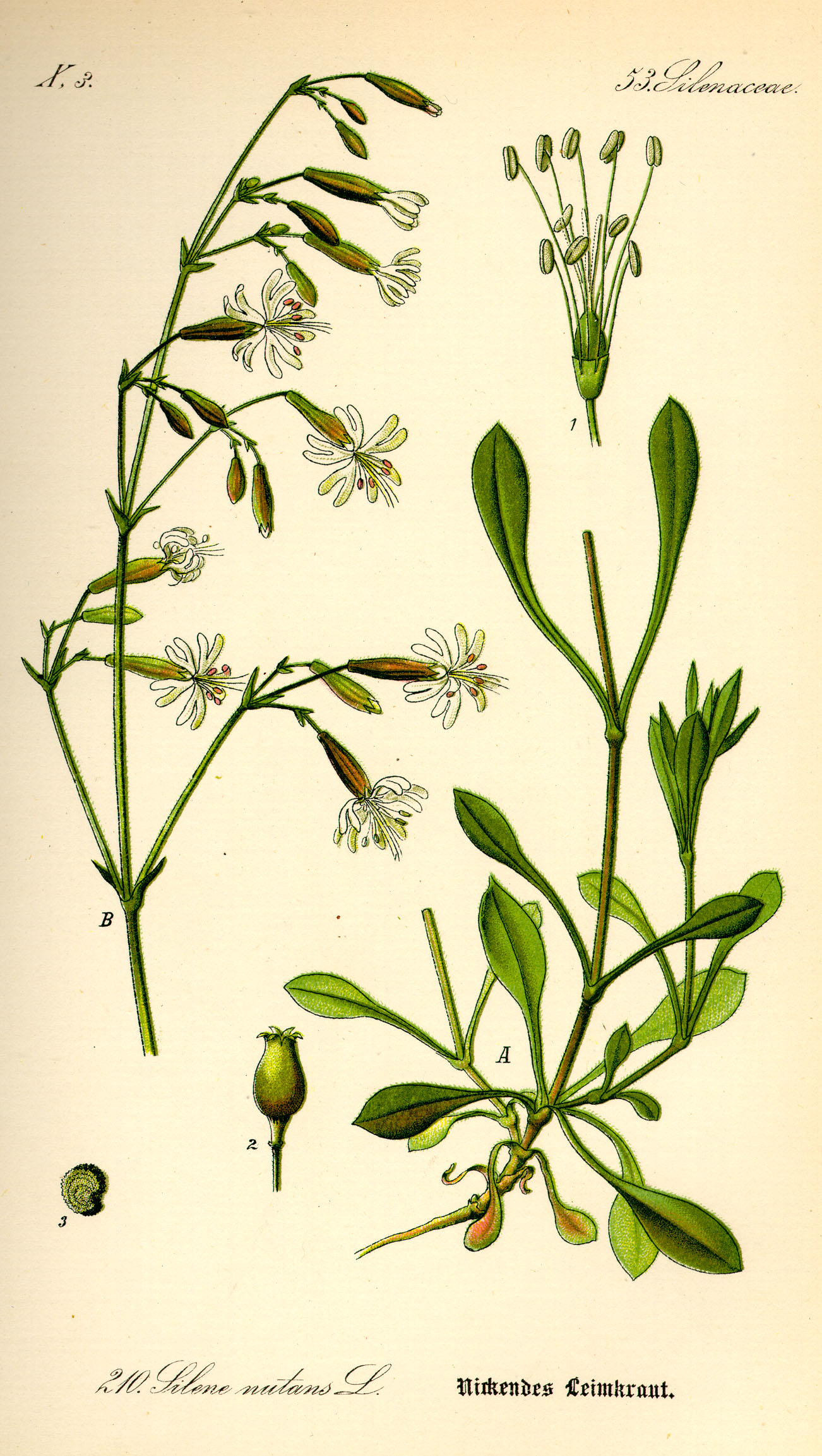
Illustration aus Dr. Otto Wilhelm Thomé: Flora von Deutschland, Österreich und der Schweiz. Gera, 1885

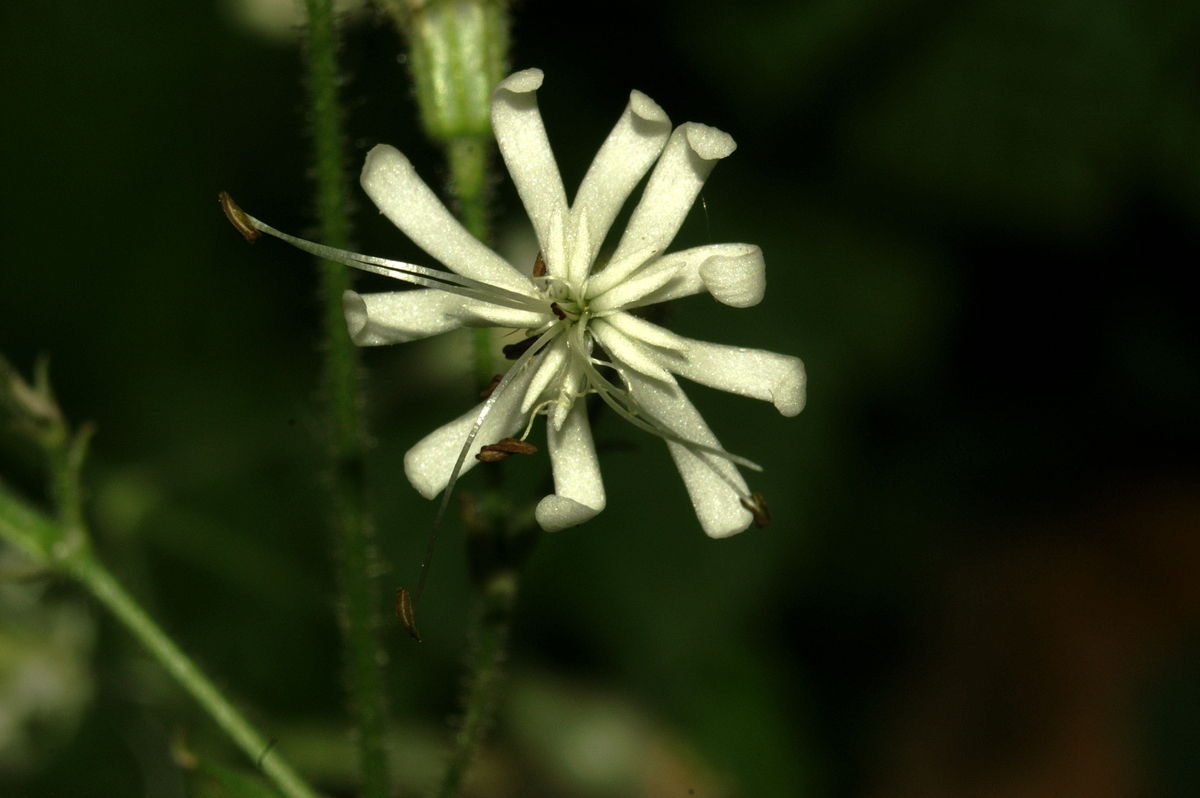
Blüte im Detail

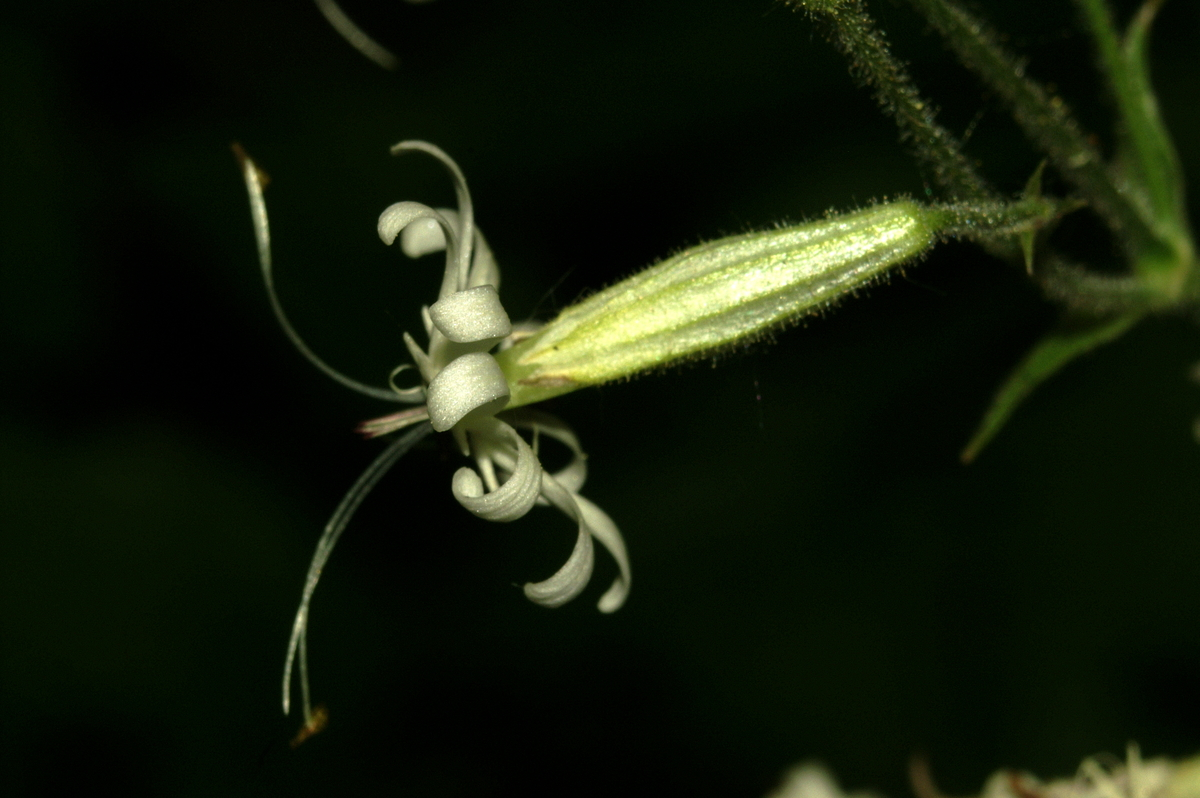
Blüte von der Seite

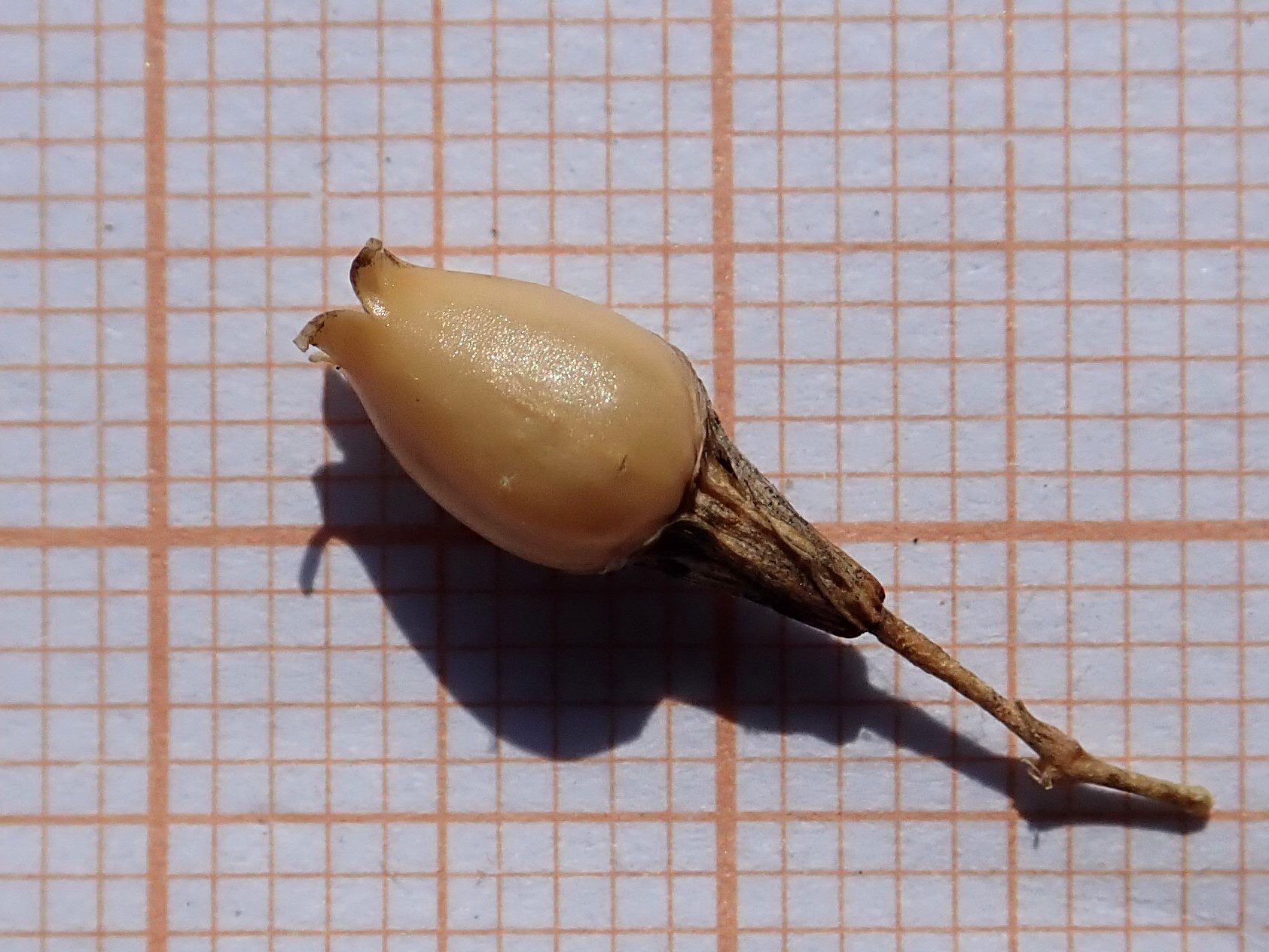
Kapselfrucht

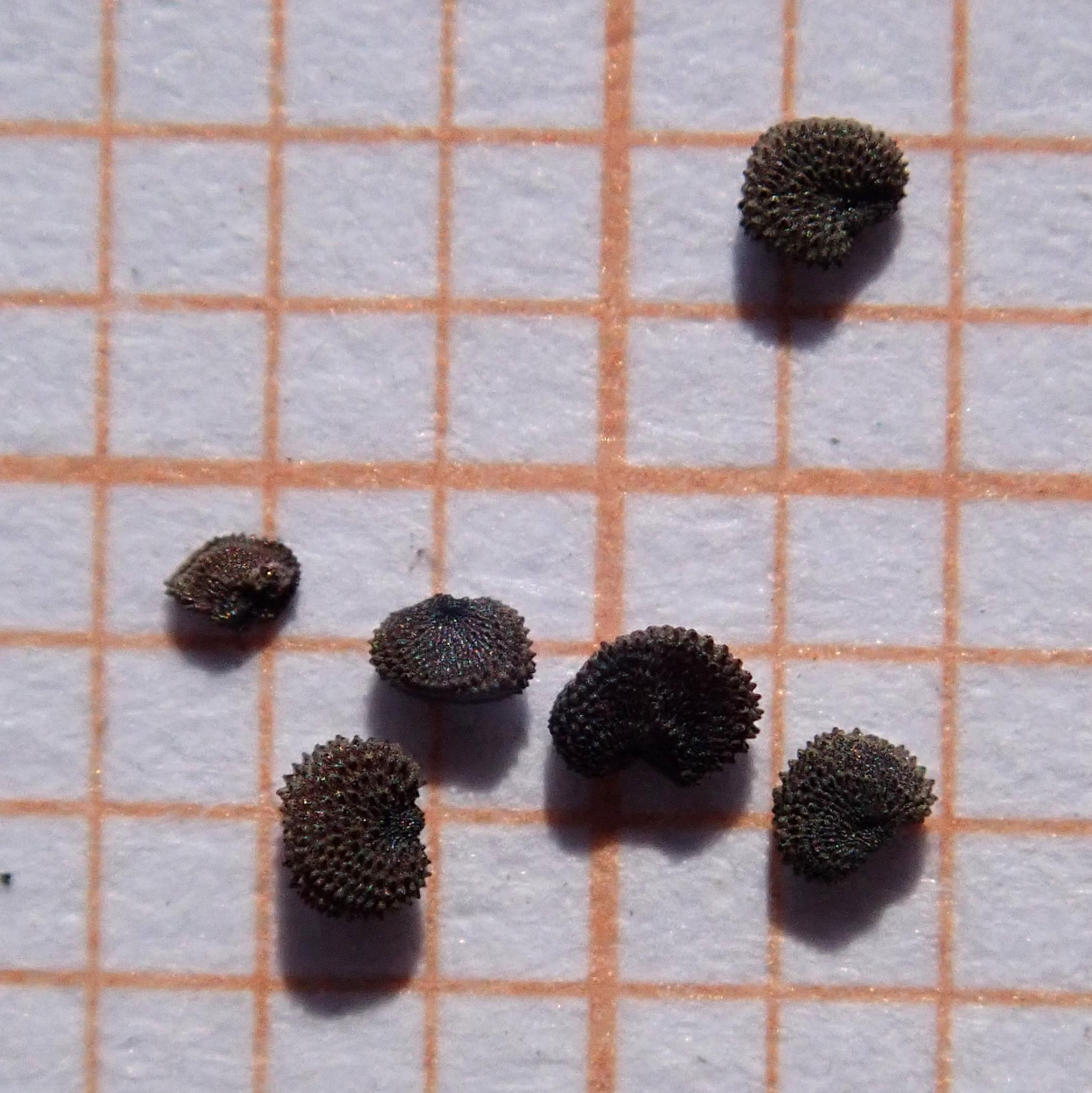
Samen

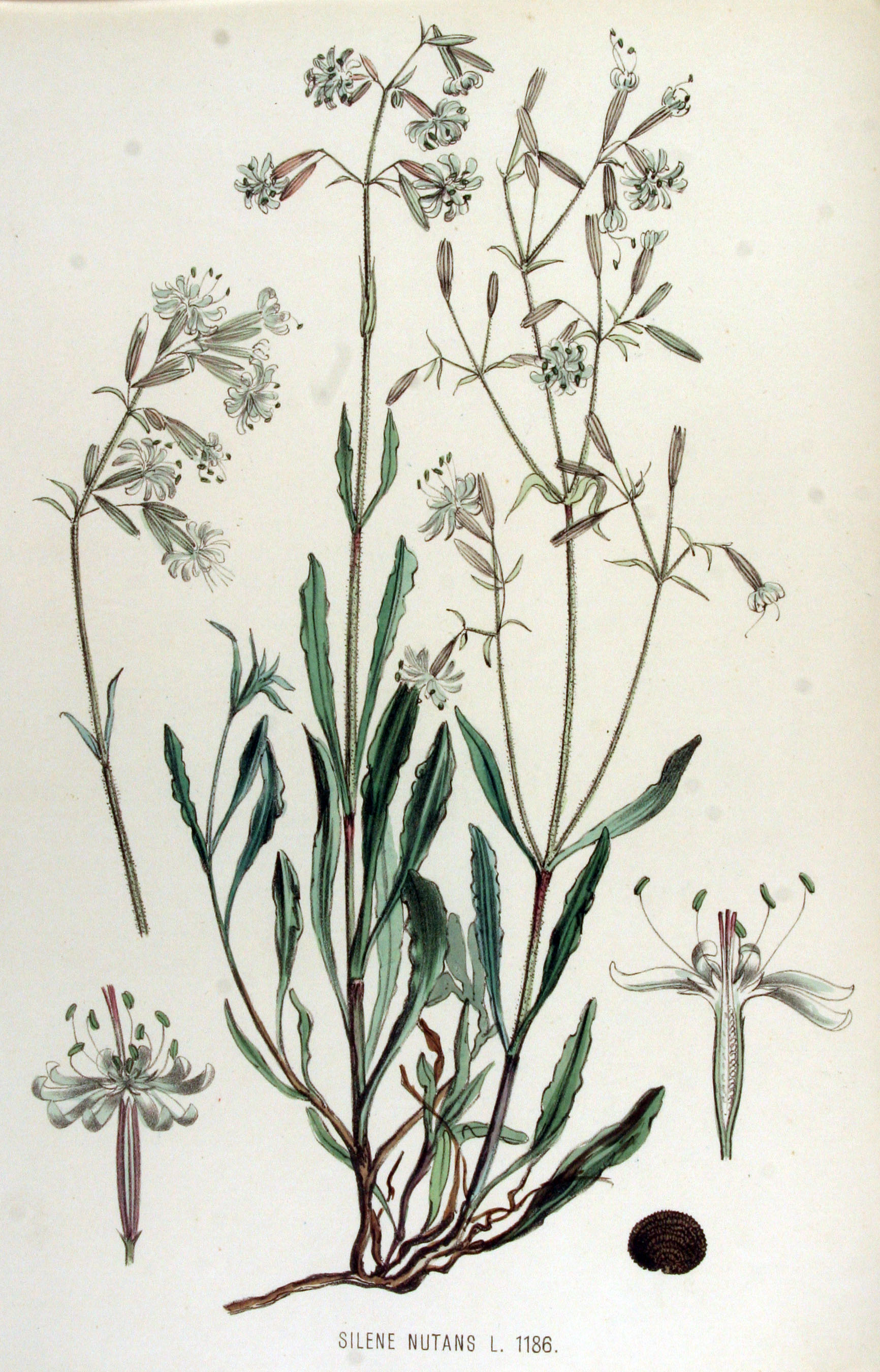
Illustration aus Flora Batava, Volume 15

### Vegetative Merkmale
Nickendes Leimkraut wächst als sommergrüne, ausdauernde krautige Pflanze und erreicht Wuchshöhen von 20 bis 50, selten bis zu 60 Zentimetern. Der unverzweigte, aufrechte Stängel ist behaart und im oberen Teil drüsig klebrig behaart. Es gibt nichtblühende Blattrosetten.
Die behaarten Grundblätter sind gestielt und spatel- bis eiförmig. Die gegenständig angeordneten Stängelblätter sind lanzettlich und ungestielt.

### Generative Merkmale
Die Blütezeit reicht von Mai bis September. Die nickenden Blüten befinden sich vor dem Aufblühen in einem einseitswendigen Blütenstand. Der Blütenstand ist ein Thyrsus mit kurz gestielten, einseitswendigen, zwei- bis fünfblütigen (selten 7- bis 15-blütigen) Teilblütenständen. Die Einzelblüten und der obere Teil des Blütenstandes ist nickend.
Die Blüten sind radiärsymmetrisch und fünfzählig und meist zwittrig. Die zylindrische, zehnnervige Kelchröhre ist 6 bis 16 Millimeter lang und drüsig behaart. Die innen weißen und außen eher hell-rosafarbenen Kronblätter sind bei einer Länge von 1,5 bis 2,5 Zentimetern schmal und in der Platte tief zweispaltig. Es ist eine deutliche 1 bis 3 Millimeter hohe Nebenkrone vorhanden. Die in zwei Kreisen mit je fünf angeordneten Staubblätter überragen die Blütenkrone deutlich. Die drei Griffel ragen deutlich aus der Blütenkrone.
Es wird eine 7 bis 10 Millimeter lange Kapselfrucht gebildet. Das Karpophor ist ein Viertel bis halb so lang wie die Kapsel. Die Samen sind nierenförmig, haben einen Durchmesser von 0,7 bis 1 Millimeter und sind warzig-stachelig.

### Chromosomensatz
Die Chromosomengrundzahl beträgt x = 12; es liegt Diploidie mit einer Chromosomenzahl von 2n = 24 vor.

## Ökologie
Beim Nickenden Leimkraut handelt es sich um einen skleromorphen, mesomorphen Hemikryptophyten.
Blütenökologisch handelt es sich um eine typische Nachtfalterblume, deren Blüten sich abends oder bei trübem Wetter öffnen und einen intensiven Hyazinthenduft verbreiten. Beim Tag sind die Kronblätter eingerollt und die Blüten duften nicht. Ein kleiner Eulenfalter nützt die Blüten als Brutstätte. Diese Situation ist etwa von Palmlilien (Yucca) bekannt, in der mitteleuropäischen Flora sind solche Beziehungen aber selten.

## Vorkommen
Das Nickende Leimkraut ist in den warm-gemäßigten Gebieten Europas bis Westsibiriens weitverbreitet. In Europa kommt die Art in fast allen Ländern vor und fehlt nur in Irland, Island, Belarus, Bosnien-Herzegowina und im europäischen Teil der Türkei und Russlands. In den Alpen erreicht es im Berninagebiet 2450 Meter Meereshöhe. In den Allgäuer Alpen steigt es im Tiroler Teil am Ostgrat der Rothornspitze bis in eine Höhenlage von 2220 Metern auf. In Deutschland ist es im Süden häufiger als im Norden.
Standorte sind meist trockene Magerrasen, Felsfluren, lichte Wälder und Waldränder. Das Nickende Leimkraut ist etwas kalkmeidend und findet sich besonders auf Verwitterungsböden basenreicher Silikatgesteine. Sie ist in Mitteleuropa eine Charakterart der Klasse Trifolio-Geranietea, kommt aber auch in Pflanzengesellschaften der Ordnungen Brometalia, Sedo-Scleranthetalia oder der Verbände Violion oder Quercion roboris vor. Als ökologische Zeigerwerte nach Ellenberg wird das Nickende Leimkraut als Halbschattenpflanze für trockenes See- bis Steppenübergangsklima angegeben. Die angezeigte Bodenbeschaffenheit ist danach gleichmäßig trocken, stickstoffarm und niemals stark sauer.

## Systematik und Verbreitung

### Taxonomie
Die Erstveröffentlichung von Silene nutans erfolgte 1753 durch Carl von Linné in Species Plantarum, Tomus I, Seite 417. Synonyme für Silene nutans L. sind: Silene nutans subsp. smithiana (Moss) Jeanm. & Bocquet, Silene nutans var. smithiana Moss, Silene nutans var. brachypoda (Rouy) Molero, Silene brachypoda Rouy, Silene nutans subsp. glabra (DC.) Rothm., Silene nutans var. infracta (Kit.) Wahlenb..

### Subtaxa und ihre Verbreitung
Je nach Autor gibt es mehrere Unterarten:
- Silene nutans subsp. dubia (Rohrb.) Zapalł.: Diese Neukombination erfolgte 2001. Sie kommt in Polen, Rumänien, in der Slowakei, in der Ukraine und auf der Krim vor.[5]
- Silene nutans subsp. insubrica (Gaudin) Soldano: Diese Neukombination als Unterart erfolgte 2001. Bei dieser Unterart sind die Blütenblätter oberseits gelblich-weiß und unterseits hell schmutzig-rötlich.[3] Ihre Blüten sind aufrecht oder waagrecht und nicht nickend.[7] Die Unterart kommt in Frankreich, Italien, Slowenien, Österreich und auf der Balkanhalbinsel vor.[5] In der Schweiz kommt sie im südlichen Tessin und in Graubünden im Bergell vor.[8]
- Silene nutans subsp. livida (Willd.) Gremli: Sie kommt in Frankreich, Italien, im früheren Jugoslawien, in Albanien und Rumänien vor.[5]
- Silene nutans L. subsp. nutans: Bei dieser Unterart ist dir Fruchtkapsel nur 7 bis 10 Millimeter lang.[7] Sie kommt in Europa in fast allen Ländern vor und fehlt nur in Irland, Island, Tschechien, Nordmazedonien, Bosnien-Herzegowina und im europäischen Teil der Türkei.[5] Die ökologischen Zeigerwerte nach Landolt et al. 2010 sind in der Schweiz für diese Unterart: Feuchtezahl F = 2 (mäßig trocken), Lichtzahl L = 3 (halbschattig), Reaktionszahl R = 3 (schwach sauer bis neutral), Temperaturzahl T = 3 (montan), Nährstoffzahl N = 2 (nährstoffarm), Kontinentalitätszahl K = 4 (subkontinental).[8]